# Ubiquitous
Ubiquitous è il settimo album in studio del gruppo musicale statunitense Puddle of Mudd, pubblicato l'8 settembre 2023 dalla Pavement Entertainment.

## Tracce
1. My Baby – 3:07
2. Dance with Me – 4:05
3. Cash & Cobain – 3:46
4. Butterface – 3:09
5. Candy – 4:27
6. Running Out of Time – 4:28
7. Man in the Mirror – 3:20
8. U Wrekd Me – 3:11
9. Complication – 4:15
10. California – 3:16
11. Poke Out My Eyes – 4:19

## Formazione
- Wes Scantlin - voce, chitarra
- Matt Fuller - chitarra, cori
- Michael John Adams - basso, cori
- Dave Moreno - batteria, cori